# Ilija Bozoljac
Ilija Bozoljac (in serbo Илија Бозољац?; Aleksandrovac, 2 agosto 1985) è un allenatore di tennis ed ex tennista serbo.

## Carriera

### 2006
All'inizio del 2006 ottiene il suo miglior risultato in singolare nel circuito ATP allo Zagreb Indoors sconfiggendo Dudi Sela nelle qualificazioni, quindi il n° 77 del ranking Daniele Bracciali, il n° 34 Feliciano López, fermandosi nei quarti di finale contro l'allora n° 81 Novak Đoković. A giugno vince il suo primo incontro in una prova del Grande Slam superando al primo turno Boris Pashanski prima di cedere in 4 set al nº 7 del mondo Tommy Robredo. A settembre conquista il primo titolo Challenger in singolare con il successo in 3 set sul ceco Tomáš Cakl nella finale di Donetsk.

### 2007
Nel gennaio 2007 si spinge fino al secondo turno anche agli Australian Open e a fine torneo sale al 101º posto mondiale, che rimarrà la sua migliore classifica in carriera in singolare. Ha quindi inizio una serie di risultati negativi e già a settembre esce dalla top 200. Vi fa rientro il mese successivo con la finale raggiunta al Men's Rimouski Challenger, persa contro Brendan Evans. Dopo che nel 2003 aveva esordito nella squadra jugoslava di Coppa Davis e nel 2006 per quella di Serbia e Montenegro, nel 2007 disputa i suoi primi due incontri per la squadra serba vincendoli entrambi.

### 2008
Nel maggio 2008 Bozoljac fallisce la qualificazione all'Open di Francia, sconfitto da Eduardo Schwank nel turno preliminare. A giugno entra nel tabellone principale di Wimbledon in qualità di lucky loser dopo che era stato sconfitto in cinque set al turno decisivo delle qualificazioni da Stefano Galvani. Al primo turno supera il nº 77 ATP Chris Guccione e viene eliminato da Marc Gicquel al quinto set dopo aver vinto i primi due. A settembre risale alla 120ª posizione con i due Challenger consecutivi vinti a Lubiana e Banja Luka. Nel corso della stagione vince due tornei Challenger in doppio, a fine ottobre entra nella top 200 di doppio e vi rimane per circa tre mesi.

### 2009
Nel 2009 supera di nuovo le qualificazioni al Roland Garros ed esce di scena al primo turno. Rimane nella top 200 con le tre finali Challenger disputate e perse nella seconda parte della stagione.

### 2010
All'inizio del 2010 si qualifica all'ATP di Zagabria, uscendo al primo turno, e perde la finale al ricco Serbia Challenger Open, nel quale si impone invece nella finale di doppio. A marzo vince due Challenger consecutivi in doppio a Rabat e Marrakech e nel corso della stagione raggiungerà il 122º posto nel ranking di categoria. Quell'anno si qualifica di nuovo a Wimbledon, supera quindi Nicolas Massu e viene sconfitto al secondo turno in quattro tirati set dal campione in carica Roger Federer. Conquista la Coppa Davis con la Serbia senza tuttavia disputare alcun incontro.

### 2011-2012
Nel 2011 e nel 2012 limita le sue apparizioni in doppio, rimane concentrato sul singolare e non va oltre il secondo turno raggiunto al torneo ATP del Queen's e la finale disputata all'Aptos Challenger, rispettivamente nel giugno e nel luglio 2011. Nel luglio 2023 scende alla 499ª posizione nel ranking di singolare.

### 2013
Nel 2013 torna a giocare nel circuito ITF e conquista tre titoli in singolare nei primi tre mesi. Ad aprile, nonostante sia sceso oltre il 1000º posto nel ranking di doppio, viene schierato nell'incontro di doppio che si gioca negli Stati Uniti valevole per i quarti di finale di Coppa Davis, e insieme a Nenad Zimonjić sconfigge al quinto set i fuoriclasse e numeri 1 del mondo Bob e Mike Bryan, contribuendo al trionfo per 3-1 della Serbia contro gli Stati Uniti. Subito dopo si impone in doppio a Sarasota e a Savannah, nei suoi primi titoli Challenger dopo oltre tre anni. Consegue altri buoni risultati e rientra nella top 300 in entrambe le specialità. Ancora con Zimonjić verrà sconfitto per 8-10 al quinto set da Daniel Nestor / Vasek Pospisil nella semifinale di Davis vinta dalla Serbia contro il Canada e soccomberanno anche contro Tomáš Berdych / Radek Štěpánek nella finale persa contro la Repubblica Ceca.

### 2014-2015
Nel 2014 rientra per alcune settimane nella top 200 di singolare con buoni risultati nei Challenger, raggiunge le sue ultime finali in singolare e vince il titolo in quella di Calcutta, concedendo due soli giochi a Evgenij Donskoj. Continua a giocare poco in doppio e vince due delle tre finali Challenger disputate. Nel 2015 consegue risultati negativi in singolare, mentre in doppio raggiunge sei finali Challenger e vince quelle di Napoli, Banja Luka, Bratislava e Brescia, raggiungendo il best ranking in carriera al 99º posto mondiale già a febbraio. A settembre disputa il suo ultimo torneo di singolare in carriera.

### 2016-2018
Prosegue a giocare in doppio e a inizio 2016 raggiunge il secondo turno al torneo ATP del Sofia Open. Si ferma a fine febbraio e dopo un periodo di inattività riprende a giocare nel marzo 2017. In coppia con Flavio Cipolla supera le qualificazioni al torneo di Wimbledon e si spingono fino al secondo turno. Ad agosto inizia un nuovo periodo di inattività, rientra all'inizio del 2018 e disputa i suoi ultimi tre tornei nel circuito maggiore, chiudendo la carriera con l'eliminazione al primo turno al torneo di Wimbledon 2018.

## Stile di gioco
Bozoljac era noto nel circuito per il suo caratteristico stile di gioco. Cambiava spesso la modalità di effettuare dritti e rovesci, colpendo il dritto con entrambe le mani e il rovescio con una mano sola. Era anche dotato di un potente servizio.

## Statistiche

### Tornei minori

#### Singolare

##### Vittorie (13)
| Legenda tornei minori |
| Challenger (5)        |
| Futures (9)           |

| N.  | Data              | Torneo                                | Superficie  | Avversario in finale  | Punteggio     |
| 1.  | 30 maggio 2004    | Bosnia & Herzegovina F2, Brčko        | Terra rossa | Dominique Coene       | 6-3, 3-6, 6-3 |
| 2.  | 21 novembre 2004  | Tunisia F4, Sfax                      | Cemento     | Malek Jaziri          | 7-5, 3-6, 7-5 |
| 3.  | 22 maggio 2005    | Bosnia & Herzegovina F1, Sarajevo     | Terra rossa | Grega Zemlja          | 6-4, 6-3      |
| 4.  | 28 maggio 2005    | Bosnia & Herzegovina F2, Brčko        | Terra rossa | Lazar Magdinchev      | 6-4, 6-2      |
| 5.  | 5 giugno 2005     | Bosnia & Herzegovina F3, Prijedor     | Terra rossa | Carles Reixach Itoiz  | Walkover      |
| 6.  | 12 giugno 2005    | Serbia & Montenegro F1                | Terra rossa | Ilia Kushev           | 6-4, 4-6, 6-0 |
| 7.  | 4 settembre 2006  | Alexander Kolyaskin Memorial, Donetsk | Terra rossa | Tomáš Cakl            | 6–4, 3–6, 7–5 |
| 8.  | 8 settembre 2008  | Ljubljana Open, Lubiana               | Terra rossa | Giancarlo Petrazzuolo | 6–4, 6–3      |
| 9.  | 15 settembre 2008 | Banja Luka Challenger, Banja Luka     | Terra rossa | Daniel Gimeno Traver  | 6–4, 6–4      |
| 10. | 13 gennaio 2013   | Turkey F1, Antalya                    | Cemento     | Guillermo Olaso       | 7–6(4), 6-4   |
| 11. | 20 gennaio 2013   | Turkey F2, Antalya                    | Cemento     | Pablo Carreño Busta   | 6-4, 6-4      |
| 12. | 10 marzo 2013     | France F4, Lilla                      | Cemento     | Nicolas Renavand      | 6-4, 3-6, 6-3 |
| 13. | 16 febbraio 2014  | Kolkata Open, Calcutta                | Cemento     | Evgenij Donskoj       | 6–1, 6-1      |

##### Finali perse (10)
| Legenda tornei minori |
| Challenger (10)       |
| Futures (0)           |

| N.  | Data              | Torneo                              | Superficie    | Avversario in finale | Punteggio             |
| 1.  | 22 agosto 2005    | Bukhara Challenger, Bukhara         | Cemento       | Denis Istomin        | 4–6, 7–6(2), 5–6 rit. |
| 2.  | 10 luglio 2006    | Poznań Open, Poznań                 | Terra rossa   | Jan Hájek            | 4–6, 3–6              |
| 3.  | 22 ottobre 2007   | Men's Rimouski Challenger, Rimouski | Sintetico (i) | Brendan Evans        | 7–6(3), 4–6, 4–6      |
| 4.  | 1º giugno 2009    | Nottingham Trophy, Nottingham       | Erba          | Brendan Evans        | 7–6(4), 4–6, 6(4)–7   |
| 5.  | 12 ottobre 2009   | Tiburon Challenger, Tiburon         | Cemento       | Gō Soeda             | 6–3, 3–6, 2–6         |
| 6.  | 9 novembre 2009   | Knoxville Challenger, Knoxville     | Cemento (i)   | Taylor Dent          | 3–6, 6(6)–7           |
| 7.  | 15 febbraio 2010  | Serbia Challenger Open, Belgrado    | Sintetico (i) | Karol Beck           | 5–7, 6(4)–7           |
| 8.  | 11 luglio 2011    | Aptos Challenger, Aptos             | Cemento       | Laurynas Grigelis    | 2–6, 6(4)–7           |
| 9.  | 29 settembre 2013 | Fergana Challenger, Fergana         | Cemento       | Radu Albot           | 6(9)–7, 7–6(3), 1–6   |
| 10. | 20 luglio 2014    | Guzzini Challenger, Recanati        | Cemento       | Gilles Müller        | 1–6, 2–6              |